# Жозеф Вандрієс
Жозеф Вандрієс (фр. Joseph Vendryes; *13 січня 1875, Париж — †30 січня 1960, Париж) — відомий французький лінгвіст, кельтолог, керівник проекту кельтських досліджень у Вищій школі практичних досліджень (з 1925), член ряду академій: Ірландії, Нідерландів, Данії, Норвегії, ПНР та ЧССР, почесний доктор Лейпцизького та Фрайбурзького університетів, спеціаліст з індоєвропейського та загального мовознавства.
Народився в Парижі 13 січня 1875 року. Одним з його вчителів був Антуан Мейє. З 1907 по 1946 рр. Вандрієс викладав у Сорбонні.
Помер Вандріес у Парижі 30 січня 1960 року.

## Наукова діяльність
За загальнолінгвістичними поглядами був близький до Антуана Мейє. Найбільш відома книга Вандрієса «Мова. Лінгвістичне введення в історію» (Le langage. Introduction linguistique а l'histoire , 1921) являє собою популярний і живо написаний загальний нарис науки про мову; описуються основні поняття фонетики, граматики, лексикології, історії мови. Найцікавіші розділи книги, присвячені соціальному функціонуванню мови.
Особливу увагу приділяв проблемам мовної норми, яка розуміється як «прагнення до відомого мовного ідеалу», властиве будь-якому мовному колективу, діалектам. У той же час ідеал ніколи не досягається, і реальна мова завжди відхиляється від норми. Згідно з Вандрієсом, прогрес у мові існує, який виражається в більшій пристосованості мови до потреб тих, хто розмовляє цією мовою. А ось щодо походження самої мови мовознавець заявляв, що «проблема походження мови лежить поза його компетенцією».
Як і більшість учених, Вандрієс інтерперував мову як явище соціальне. Вперше таке трактування започаткували Дені Дідро, Жан-Жак Руссо і Мішель Бреаль. Жозеф Вандрієс згодом обґрунтував свою позицію, ставши одним з основоположників соціологічного напряму в мовознавстві.

## Основні праці
- 1908 — Граматика старо-ірландської мови / Grammaire du vieil-irlandais
- 1921 — Мова. Лінгвістичний вступ до історії / Le langage. Introduction linguistique а l'histoire
- 1924 — Дослідження з порівняльної граматики стародавніх мов / Traité de grammaire comparée des langues classiques
- 1929 — Про грецьку акцентуацію / Traité d'accentuation grecque
- 1952 — Вибрані роботи з лінгвістики та кельтології / Choix d'études linguistiques et celtiques